# When the Tigers Broke Free
«When the Tigers Broke Free» es una canción de Pink Floyd compuesta por Roger Waters, que describe la muerte de su padre, Eric Fletcher Waters, durante la batalla de Anzio en la Segunda Guerra Mundial y lanzada para el álbum de 1983 de Pink Floyd, The Final Cut. 
La canción fue escrita al mismo tiempo que The Wall (1979), debido a su copyright de 1979 (1980 en Estados Unidos), pero no fue lanzada hasta la película de este mismo álbum y fue lanzada como una pista separada en un disco de 7 pulgadas como sencillo el 26 de julio de 1982 antes de salir en el filme. En el disco de 7 pulgadas era nombrada como "Tomada del álbum The Final Cut  cuando este iba a ser una selección de cortes de la película y temas no usados de The Wall. En la reedición en el 2004 de The Final Cut se incluyó como parte del álbum a continuación del tema "One of the Few".